# Scoresbyellaceae
Famille
Les Scoresbyellaceae sont une famille d’algues brunes de l’ordre des Dictyotales. 

## Étymologie
Le nom vient du genre type Scoresbyella, donné en hommage au biologiste australien Shepherd A. Scoresby, « collecteur du type et dont les récoltes en plongée sous-marine ont contribué grandement à notre connaissance des algues d'eau profonde du sud de l'Australie ».

## Liste des genres et espèces
Selon NCBI (21 août 2017) :
- Scoresbyella, Womersley, 1987
  - Scoresbyella profunda, Womersley, 1987